# Sabinci
Sabinci (latinsko Sabini, starogrško starogrško Σαβῖνοι, Sabĩnoi, italijansko Sabini) so bili italsko ljudstvo, ki je živelo v osrednjih Apeninih in pred ustanovitvijo Rima v Laciju severno od Ania.
Sabinci so se takoj po ustanovitvi Rima razdelili na dve populaciji, kar opisuje rimska legenda. Razdelitev  ni legendarna. Prebivalstvo, ki je bilo bliže Rimu, se je preselilo v novo mesto in se združilo z mestnim prebivalstvom. Nekaj Sabincev je ohranilo svojo dediščino, nekaj pa se jih je polatinilo. Apeninski Sabinci so obdržali svojo plemensko državo, ki se je nazadnje z vsemi drugimi italskimi plemeni vojskovala z Rimom za svojo neodvisnost. Po vojnah so se Sabinci asimilirali v Rimsko republiko.

## Jezik
Sabinski jezik je slabo dokumentiran. Obstaja nekaj glos starodavnih komentatorjev in en ali dva napisa, ki sta pogojno opredeljena kot sabinska. Na latinskih napisih na sabinskem ozemlju je tudi nekaj polatinjenih sabinskih osebnih imen.  Robert Seymour Conway v svoji knjigi Italska narečja navaja približno sto besed, ki so sabinske ali morda sabinskega izvora. Na podlagi teh dokazov se je v preteklosti poskušalo rekonstruirati njihovo izvirno sabinsko obliko. Jezikoslovci so sabinščino pogojno uvrstili v umbrijsko skupino italskih jezikov v družini indoevropskih jezikov.

## Zgodovinska geografija
Latinski govorci so za sabinsko ozemlje šteli sodobni Lacij, Umbrijo in Abruce in ga imenovali Sabinum. Ohranila se je italijanska oblika krajevnega imena Sabina, ki v sodobnem Laciju označuje podregijo okoli Rietija severovzhodno od Rima.

## Izvor

### Zapisi
Po Dioniziju iz Halikarnasa je veliko rimskih zgodovinarjev, vključno s Porcijem Katonom in Gajem Sempronijem, pisalo, da so bili prvotni Rimljani po poreklu Grki, čeprav je njihovo znanje izviralo samo iz legend o ustanovitvi Rima. Dionizij je matično mesto praprebivalcev imenoval Lista.
Antični zgodovinarji niso bili soglasni glede izvora Sabincev. Zeonod iz Troezena je trdil, da so bili Umbrijci, ki so po izgonu z reatinskega ozemlja pod  pritiskom Pelazgov spremenili svoje ime. Porcij Katon je trdil, da so Sabinci prebivalci, imenovani po Sabinu, sinu Semona Sanka. Slednji je bil lokalno božanstvo, ki so ga včasih imenovali Jupiter Fidij. V drugem besedilu, omenjenem v Dionizijevem delu, je del Špartancev pobegnil iz Šparte, ker so bili Likurgovi zakoni zanje prestrogi. V Italiji so blizu Pomentinske ravnine ustanovili špartansko kolonijo Foronija. Nekaj kolonistov se je naselilo med Sabinci.  Po pisanju istega avtorja so bili Sabinci bojeviti in skromni, ker so bili potomci Špartancev. Plutarh v Življenju Nume Pompilija omenja Sabince, "ki so se šteli za kolonijo Lakedemoncev" (Špartancev). Plutarh omenja tudi to,  da je Špartanec Pitagora, olimpijski zmagovalec v hoji ali teku, pomagal Numi organizirati oblast v mestu  in uvedel veliko špartanskih običajev.

## Sabinci v Rimu

### Legenda o Sabinkah
Legenda pravi, da so Rimljani ugrabili Sabinke, da bi povečali število prebivalcev  novozgrajenega Rima. Incident se je končal tako, da so ženske s svojimi otroki stopile  med vojski svojih očetov (Sabincev) in mož (Rimljanov) in prekinile vojno. Posilstvo Sabink je postalo pogost motiv v umetnosti; motiv žensk, ki končajo vojno, je redkejši, a se še vedno pojavlja.
Po Liviju sta se po spopadu sabinska in rimska država združili. Sabinski kralj Tit Tacij je do svoje smrti pet let kasneje vladal Rimu skupaj z Romulom. V Rimu so bile ustanovljene tri nove ceturije konjenikov (equites). Ena od njih se je po sabinskem kralju imenovala Tatienses. Novi sabinski prebivalci Rima so se naselili na Kapitolskem griču, ki so ga osvojili v bitki.

### Izročila
Izročila kažejo, da je bilo prebivalstvo zgodnjega Rimskega kraljestva rezultat zveze Sabincev in drugih italskih ljudstev. Nekatere rimske rodbine (gentes), na primer Claudia gens, so bile ponosne na svoje sabinsko poreklo. V Rimu so bila znana nekatera specifično sabinska božanstva in kulti (Semon Sank in Kvirin) in vsaj en predel mesta, Kvirinal, ki je bil središče Sabincev in mesto svetišč omenjenih bogov. Ekstravagantne trditve Varona in Cicerona,  da avgurija (vedeževanje iz sanj), čaščenje Minerve in Marsa izvirajo iz Sabincev, so sporne, ker je vse našteto spadalo med italske in latinske in celo etruščanske običaje,  četudi jih je spodbujal Numa Pompilij, drugi rimski kralj in Sabinec.

### Božanstva
- Dius Fidius, bog priseg, povezan z Jupitrom
- Feronija, boginja naravnega življenja, plodnosti, zdravja in obilja
- Ops ali Opis, boginja plodnosti in zemlje, enakovredna grški Rei
- Kvirin, bog rimske države
- Sabos, sin boga Sanka
- Semon Sank, bog zaupanja, poštenosti in priseg
- Soranus, bog, povezan s podzemnim svetom
- Vacuna, boginja z nejasnim položajem
- Flora, boginja cvetja in pomladi

in druga.

## Država
Med širjenjem antičnega Rima so imeli Latinci vrsto konfliktov s Sabinci. Sabince je leta 290 pr. n. št. podjarmil Manij Kurij Dentat. Rimljani so jim še isto leto podelili državljanstvo, vendar brez volilne pravice. Volilno pravico so dobili leta 268 pr. n. št.

### Rimljani s sabinskimi predniki
- Tit Tacij, legendarni kralj Sabincev
- Numa Pompilij, legendarni kralj Rima
- Ank Marcij, legendarni kralj Rima
- Kvint Sertorij, republikanski general
- Apij Klavdij Sabin, ustanovitelj rimske Klavdijske rodbine
- Gaj Salust Krisp, rimski pisatelj
- Mark Terencij Varon, rimski učenjak
- Vespazian, rimski cesar, ustanovitelj Flavijske dinastije